# Lispocephala brevispina
Lispocephala brevispina är en tvåvingeart som beskrevs av Malloch 1928. Lispocephala brevispina ingår i släktet Lispocephala och familjen husflugor. Inga underarter finns listade i Catalogue of Life.